# 15742 Laurabassi
15742 Laurabassi è un asteroide della fascia principale. Scoperto nel 1991, presenta un'orbita caratterizzata da un semiasse maggiore pari a 2,6875445 au e da un'eccentricità di 0,0317950, inclinata di 14,23540° rispetto all'eclittica.
L'asteroide è dedicato alla fisica italiana Laura Bassi.